# 1967-es Formula–1 brit nagydíj
Az 1967-es Formula–1 világbajnokság hatodik futama a brit nagydíj volt.

## Futam
Silverstone-ban a két Lotus végzett a két Brabham előtt: Clark-Hill-Brabham-Hulme sorrendben.
Brabham a 2. körben megelőzte Hillt, a brit később visszaelőzte. Hulme rossz rajtja után a 9. körben már negyedik volt, majd megelőzte Brabhamet is a 3. helyért. A 26. körben Hill csapattársát megelőzve az élre állt, de ez csak az 55. körig tartott, amikor hátsó felfüggesztési problémával lelassult. Boxkiállása után 10 körig visszatért a pályára, amikor motorhiba miatt kiesett. Clark nyerte a versenyt 13 másodperc előnnyel Hulme és az utolsó körökben Brabhamet megelőző Amon előtt.
| Helyezés | #  | Versenyző       | Csapat/Motor    | Futott körök | Idő/Kiesés oka   | Rajthely | Pontszám |
| -------- | -- | --------------- | --------------- | ------------ | ---------------- | -------- | -------- |
| 1        | 5  | Jim Clark       | Lotus-Ford      | 80           | 1:59:25,6        | 1        | 9        |
| 2        | 2  | Denny Hulme     | Brabham-Repco   | 80           | + 12,8           | 4        | 6        |
| 3        | 8  | Chris Amon      | Ferrari         | 80           | + 16,6           | 6        | 4        |
| 4        | 1  | Jack Brabham    | Brabham-Repco   | 80           | + 21,8           | 3        | 3        |
| 5        | 12 | Pedro Rodríguez | Cooper-Maserati | 79           | + 1 kör          | 9        | 2        |
| 6        | 7  | John Surtees    | Honda           | 78           | + 2 kör          | 7        | 1        |
| 7        | 15 | Chris Irwin     | BRM             | 77           | + 3 kör          | 13       |          |
| 8        | 20 | David Hobbs     | BRM             | 77           | + 3 kör          | 14       |          |
| 9        | 14 | Alan Rees       | Cooper-Maserati | 76           | + 4 kör          | 15       |          |
| 10       | 18 | Guy Ligier      | Brabham-Repco   | 76           | + 4 kör          | 21       |          |
| Kiesett  | 19 | Bob Anderson    | Brabham-Climax  | 67           | Motorhiba        | 17       |          |
| Kiesett  | 6  | Graham Hill     | Lotus-Ford      | 64           | Motorhiba        | 2        |          |
| Kiesett  | 4  | Mike Spence     | BRM             | 44           | Gyújtás          | 11       |          |
| Kiesett  | 9  | Dan Gurney      | Eagle-Weslake   | 34           | Kuplung          | 5        |          |
| Kiesett  | 22 | Silvio Moser    | Cooper-ATS      | 29           | Olajnyomás       | 20       |          |
| Kiesett  | 11 | Jochen Rindt    | Cooper-Maserati | 26           | Motorhiba        | 8        |          |
| Kiesett  | 3  | Jackie Stewart  | BRM             | 20           | Erőátvitel       | 12       |          |
| Kiesett  | 10 | Bruce McLaren   | Eagle-Weslake   | 14           | Motorhiba        | 10       |          |
| Kiesett  | 17 | Jo Siffert      | Cooper-Maserati | 10           | Motorhiba        | 18       |          |
| Kiesett  | 23 | Jo Bonnier      | Cooper-Maserati | 0            | Motorhiba        | 9        |          |
| NI       | 16 | Piers Courage   | BRM             | 0            | Nem állt rajthoz |          |          |

### Statisztikák
Vezető helyen:
- Graham Hill 51 (1-25 / 55-80)
- Jim Clark 29 (26-54)

Jim Clark 22. győzelme, 28. pole-pozíciója, Denny Hulme 3. leggyorsabb köre.
- Lotus 27. győzelme.

Bob Anderson utolsó versenye.